# 晋兴郡 (东晋)
晋兴郡，中国东晋时设置的郡。
大兴元年（318年）分郁林郡置晋兴郡，治所在晋兴县（今广西壮族自治区南宁市南邕江南岸）。辖境相当今广西壮族自治区左、右江流域和南宁、横县等市县。下辖晋兴县、安广县、熙注县、桂林县、增翊县、广郁县、郁阳县、晉城县（今广西壮族自治区崇左市东北左州镇）八县。隋朝开皇九年（589年）废。 